# Festina
Festina es una empresa de relojes española. Es la marca abanderada del Festina Group, que pertenece a la sociedad Festina Lotus, S. A.. Fundada en 1902 en Suiza por la familia Stüdi, la compañía se estableció en Barcelona durante la Segunda Guerra Mundial y en 1984 fue adquirida por el empresario español Miguel Rodríguez, que renovó la marca y la integró, junto con otras firmas como Lotus, en un mismo grupo empresarial. La compañía ha logrado preservar la tradición relojera suiza y mantener la reconocida calidad técnica de sus producciones.

## Historia
Festina se creó en 1902 por la familia Stüdi en la ciudad de La Chaux-de-Fonds, en Suiza. En 1935 la familia fundadora transmite la marca al empresario Willy Burkhard von Wilhelm. 
Durante la II Guerra Mundial la empresa se establece en Barcelona, España, a cargo de Adolf Hoffmann. En 1975, Georges Uhlmann, empresario que contaba con una importante presencia en el mercado español, francés e italiano, adquiere la firma. En 1984 el empresario gaditano propietario de Lotus, nacido en La Línea de la Concepción, Miguel Rodríguez Domínguez, adquiere la marca Festina y todos sus derechos.
La marca Festina deriva del latín "Festina lente" cuya traducción sería: "Apresúrate lentamente", una frase que según Suetonio, se atribuye a Augusto, conocido por su prudencia: "Caminad lentamente si queréis llegar más pronto a un trabajo bien hecho". 
Dentro de Festina Group las marcas Jaguar, Candino y Perrelet son de fabricación suiza. Festina adquiere en 2002 la marca Candino y en 2004 la firma de relojes de lujo Perrelet, fundada en 1777 por el prestigioso relojero Abraham-Louis Perrelet. En 2019 adquirió la marca Kronaby.
En 1992 Festina se convierte en el cronometrador oficial del Tour de Francia hasta 2016 manteniéndose estrechamente vinculada al mundo del ciclismo en calidad de patrocinador/cronometrador. También patrocinó otras competiciones deportivas.
Desde 2016 Festina cuenta como embajador de marca e imagen con el actor Gerard Butler.

## Festina Group
Festina Group está conformada por:
- Festina
- Candino[4]
- Jaguar[5]
- Perrelet
- Soprod[6]
- Calypso[7]
- Kronaby[8][1]
- Lotus
- Lotus Style
- Lotus Silver

## Venta y producción
Sus principales centros de producción se localizan principalmente en España y en Suiza, aunque con varias otras factorías, en Bélgica, Francia, Alemania e Italia. 
Festina Group fabrica también movimientos automáticos para otros grandes fabricantes mundiales, bajo la marca Soprod.
En 2016, su principal accionista, Miguel Rodríguez Domínguez, debido a la inseguridad jurídica causada por la situación política en Cataluña se vio obligado a trasladar la sede de Barcelona a Madrid. Festina actualmente tiene su sede matriz en Madrid central, disponiendo en España cuatro sucursales: en Sevilla, Madrid, Valencia y Canarias. 

## Galería

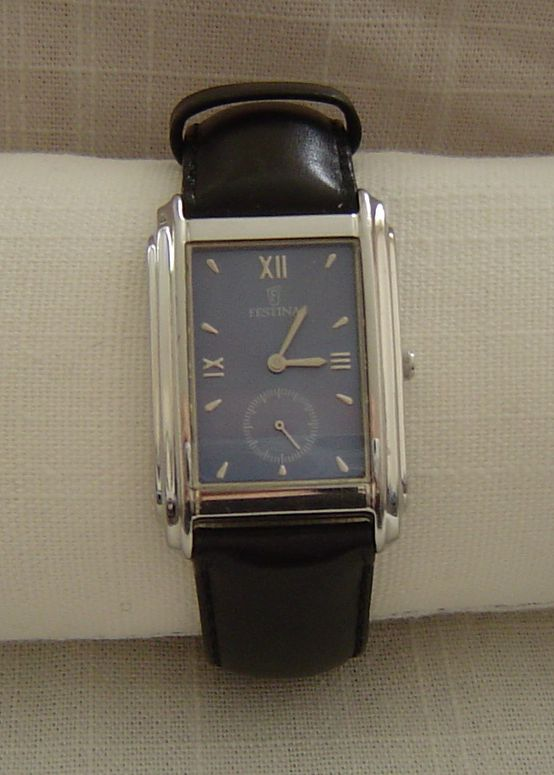
Reloj festina de caballero
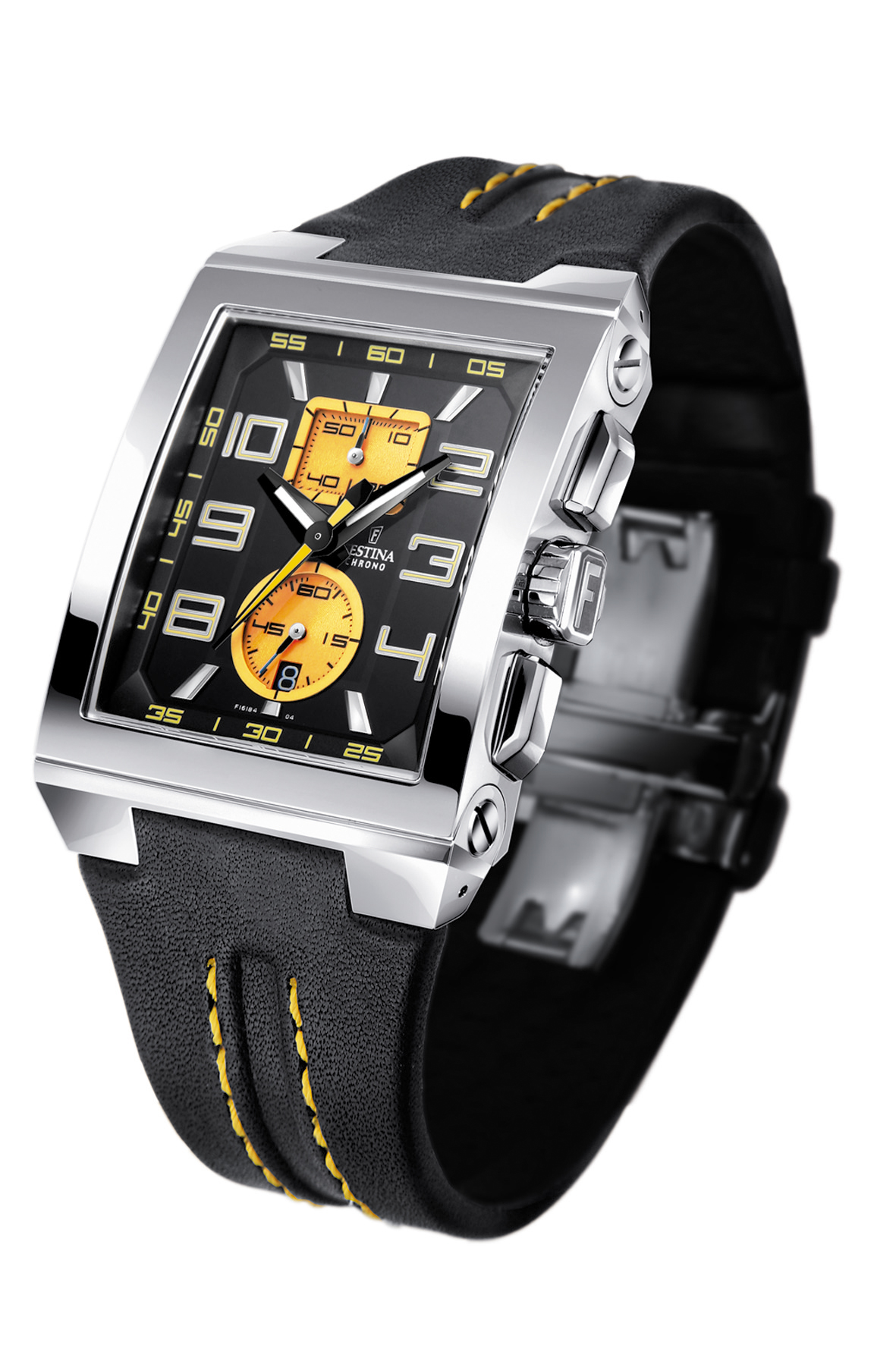
Festina modelo F16184
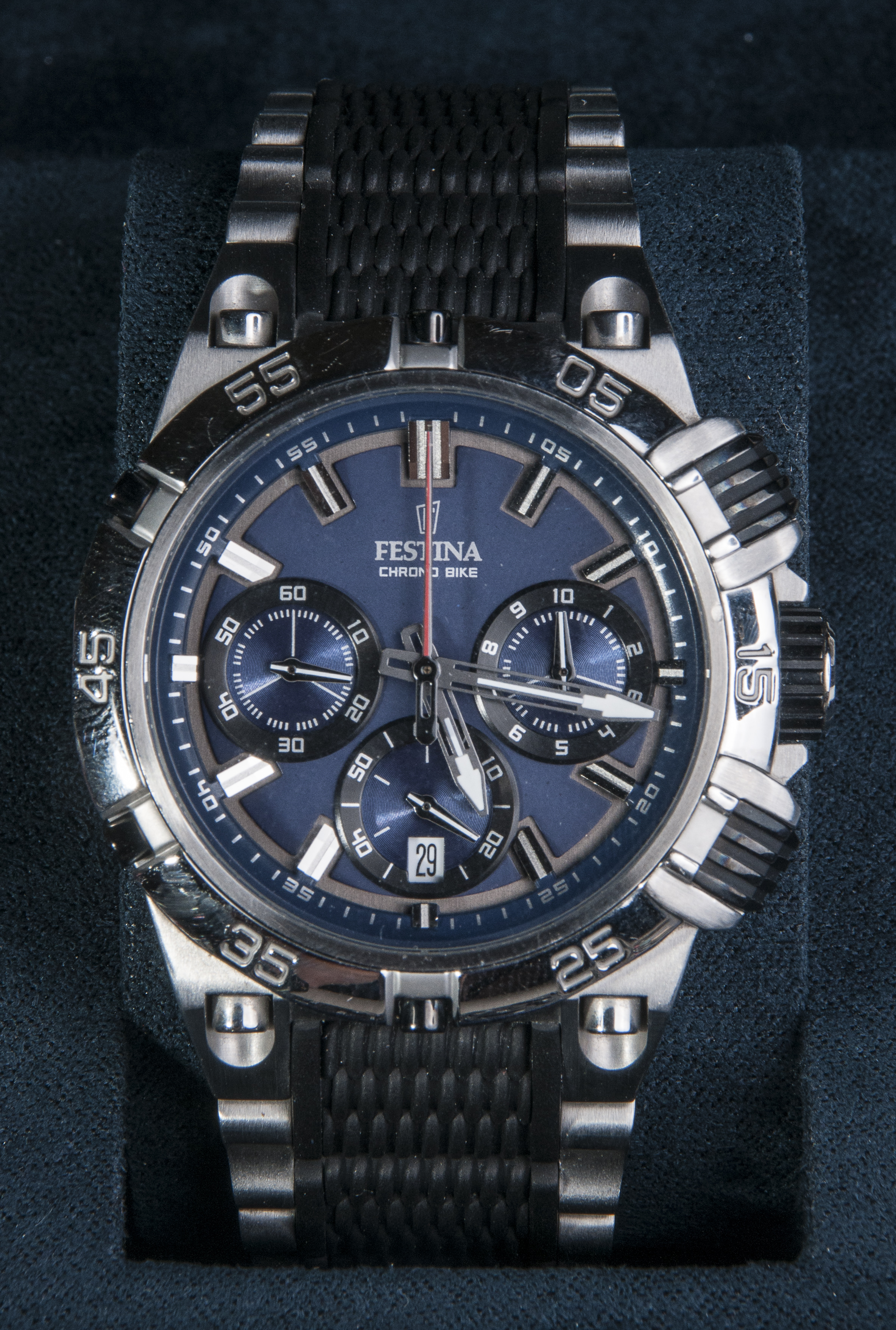
Festina Tour de France 2016